# TRNSMT
Il TRNSMT (pronuncia: "Transmit") è un festival musicale organizzato da DF Concerts che si tiene annualmente a Glasgow Green, parco di Glasgow, in Scozia.

## Storia
Il festival nasce nel gennaio 2017, quando ne viene annunciata ufficialmente la prima edizione; due mesi prima DF Concerts aveva comunicato che il festival T in the Park non si sarebbe tenuto nel 2017. La prima edizione dell'evento si tenne nel luglio 2017, nell'arco di tre giorni, con 120 000 spettatori.
Poco dopo la conclusione della prima edizione del festival, ne fu annunciata una seconda edizione, programmata per l'estate successiva. Nel novembre 2017 gli organizzatori del festival annunciarono un cambio della data di svolgimento; l'edizione del 2018 si tenne nell'arco di sei giorni, in due fine settimana. Nel 2019 l'evento tornò a svolgersi in tre giorni, in un solo fine settimana, con un'affluenza giornaliera di 50 000 spettatori.
Il 24 aprile 2020 fu annunciato che l'edizione del 2020 non si sarebbe tenuta, a causa della pandemia di COVID-19. L'edizione del 2021 si svolse nel mese di settembre, nell'arco di tre giorni.

## Premi
Il TRNSMT è stato nominato "migliore nuovo festival" nella cerimonia di consegna degli UK Festival Awards, tenutasi a Londra nel dicembre 2017.

## Critiche
La Musicians' Union ha criticato gli organizzatori del festival perché la percentuale di artisti femminili presenti all'edizione del 2019 ammontava al 20%. L'organizzazione ha risposto annunciando l'introduzione di un palco dedicato esclusivamente ad artisti femminili, il Queen Tut's' stage.

## Artisti principali
- 2017 - Radiohead, Kasabian, Biffy Clyro[12]
- 2018 - Stereophonics, Liam Gallagher, Arctic Monkeys, Queen + Adam Lambert, The Killers[13]
- 2019 - Stormzy, Catfish and the Bottlemen, Gerry Cinnamon, Lewis Capaldi, George Ezra[14]
- 2021 - Courteeners, Liam Gallagher, Lewis Capaldi[15]
- 2022 - Paolo Nutini, Strokes, Lewis Capaldi
- 2023 - Pulp, Sam Fender, 1975